# Spherillo nipponicus
Spherillo nipponicus är en kräftdjursart som beskrevs av Arcangeli1952. Spherillo nipponicus ingår i släktet Spherillo och familjen Armadillidae. Inga underarter finns listade i Catalogue of Life.